# Rodolfo Marco Torres
Pour les articles homonymes, voir Marco.
Rodolfo Clemente Marco Torres est un militaire et homme politique vénézuélien, né à San Diego dans l'État de Carabobo le 10 septembre 1966. De 2016 à 2017, il est ministre de l'Alimentation après avoir été ministre de l'Économie, les Finances et la Banque publique entre 2014 et 2016 et ministre d'État pour la Banque publique entre 2011 et 2014. Il a également été directeur de plusieurs banques, la banque du Venezuela, Bicentenario Banco Universal et Banco del Tesoro. Il a été gouverneur de l'État d'Aragua de 2017 à 2021.

## Biographie
Il est diplômé de l'académie militaire en 1988. Il participe à la tentative de coup d'État de 1992 au Venezuela dirigée par Hugo Chávez contre le président Carlos Andrés Pérez. Par la suite, il exerce plusieurs postes gouvernementaux. Le 22 août 2005, il est nommé directeur de Banco del Tesoro par le président Chávez, puis au Tesorero Nacional en 2011.

## Carrière politique
Nommé ministre de l'Économie, les Finances et la Banque publique en janvier 2014, il est destitué par l'Assemblée nationale du Venezuela le 28 avril 2016. Cette décision a été révoquée par la chambre constitutionnelle du Tribunal suprême de justice le 19 août 2016. Le 13 août 2017, il annonce sa candidature au gouvernorat de l'État d'Aragua.